# Цилиндричен печат
Цилиндричен печат е малък (2 – 3 cm) цилиндър, издълбан от камък, с надлъжен аксиален отвор, който се е използвал в Древния свят като удостоверение за личността на автора на документа или на свидетеля на неговото подписване. По околната повърхност на цилиндъра се нанасяла уникална гравировка, като правило, съдържаща религиозен сюжет. Най-голямо разпространение цилиндричните печати получават в Месопотамия, където, като се започне от шумерския период, такъв печат е бил най-важен атрибут на много хора, които винаги го носели със себе си.

## Начини на изработка
Опитни майстори са изработвали цилиндричните печати обикновено от твърд камък. Известни са цилиндрични печати от аметист, хематит, стеатит, варовик, обсидиан, нефрит, карнеол, халцедон и други природни минерали. Най-престижен материал за изработване на печати сред обикновените граждани в Месопотамия се смятал лазуритът, а царските печати е можело да са направени от полускъпоценни камъни. В Древен Египет цилиндричните печати се изработвали също от стъкло и фаянс.
Повечето цилиндрични печати са се правели по такъв начин, че след претъркалянето им по мек материал (например, по мокра глина) се получава изпъкнало изображение. Рисунките и орнаментите на самия печат при това се правели вдлъбнати. Обаче, някои цилиндрични печати, предназначени основно за други писмени материали, се изработвали изпъкнали и са използвани, например, за нанасяне на боя върху документ от пергамент, папирус и др.

## Разпространение
Райони на разпространение и находки на цилиндрични печати:
- Месопотамия (отнасят се към шумерския, акадския и вавилонския периоди);
- Северен Кавказ (Майкопска култура);
- Древен Египет;
- Крит (минойска култура);
- Анатолия (отнасят се към Хетско царство, Митани и Урарту);
- Иран (отнасят се към Елам и към Ахеменидите);
- Мезоамерика.

Подавляващото количество такива печати са открити именно в Месопотамия във връзка с това, че суровата глина, използвана там като писмен материал, е била най-приспособена за използване на цилиндрични печати.

## Използване
Отпечатъци на цилиндрични печати са открити на разнообразни повърхности, най-често на глинени таблички, а също върху облекло, амулети и най-различни други писмени материали. Често цилиндричните печати са прекарвани по парчета глина, с които са запечатвани врати, съдове и др. за потвърждаване неприкосновеността на складове и запаси. Понякога цилиндричните печати са имали много широко разпространение, а в други периоди са използвани само от царя, неговите най-близки приближени и писарите.

### Цилиндричните печати в Месопотамия
Най-голямо разпространение и приложение цилиндричните печати получават в Месопотамия, където са неотменно звено от документооборота. В културите от този регион било прието сделките да се оформят на глинени таблички с участието на свидетели, като при това продавачът, купувачът и свидетелите се „подписвали“ със собствените си цилиндрични печати. Понякога сделка била удостоверявана от местен чиновник, който изпълнявал ролята на „нотариус“.
Ако гражданин загубел своя печат, било обичайно да се изпращат пратеници из различни части на града, които да викат на всяка улица, обявявайки, че еди кой си човек е загубил печата си и че този печат вече не е валиден.
Цилиндричният печат на човека след смъртта му обикновено бил поставян в гроба наред с тялото, заедно с негови други лични ценности.

## Цилиндричните печати като исторически източник
Цилиндричните печати са важен източник за изучаване историята на държавите от Древния свят. Това е свързано с факта, че много такива печати, тъй като са направени от камък, добре са се запазили и съдържат много уникални сцени от религиозни обреди. С изучаването на изображенията от печатите се занимава науката сфрагистика.

## Интересен факт
Царят на Акад Римуш е убит в резултат на заговор на знатни служители, които използвали печати като оръжие. По записи в Omina, „великите“ го замеряли с цилиндрични каменни печати. Както се смята, тази уловка на заговорниците е била предизвикана от забраната около царя някой да не носи оръжие.

## Галерия
- Цилиндричен печат от урукския период и неговия отпечатък, ок. 3100 г. пр. н. е. Лувър.
- Цилиндричен печат от Първа династия на Ур на царица Пуаби, намерен в нейния гроб, датирана около 2600 г. пр. н. е., със съвременен отпечатък. Надпис с клинопис „Кралица Пуаби“.[3][4][5]
- Стар вавилонски цилиндричен печат, ок. 1800 г. пр. н. е., хематит. Линейно изображение от камерата (обърнато, за да напомня отпечатък).
- Сравнение на размерите на печатите с техните ивици с отпечатъци (съвременни/текущи отпечатъци)
- На този цилиндричен печат от Кипър са изобразени две голи женски фигури. Всяка държи цвете, символ на плодородието.[6] Художествен музей Уолтърс.
- Това е новоасирийски цилиндричен печат, показващ ритуал с крилати божества-защитници. Художествен музей Уолтърс.
- Асирия. Печати, с които е показван начинът на използване; архиви на Бруклинския музей, архивна колекция Goodyear